# Get Away (singel Mobb Deep)
Get Away – trzeci singel promujący album pt Infamy, amerykańskiego duetu Mobb Deep. Został wydany 28 maja, 2002 roku.

## Lista utworów
Opracowano na podstawie źródła.
Side A
1. "Get Away" (Clean Version)
2. "Get Away" (Dirty Version)
3. "Get Away" (Instrumental)

Side B
1. "Hey Luv (Anything)" (Clean Version)
2. "Hey Luv (Anything)" (Dirty Version)
3. "Hey Luv (Anything)" (Instrumental)

## Notowania
| Notowania (2002)                           | Najwyższa pozycja |
| ------------------------------------------ | ----------------- |
| Billboard Hot R&B/Hip-Hop Singles & Tracks | 75                |